# Hyperbaenus griffinii
Hyperbaenus griffinii är en insektsart som beskrevs av Heinrich Hugo Karny 1932. Hyperbaenus griffinii ingår i släktet Hyperbaenus och familjen Gryllacrididae. Inga underarter finns listade i Catalogue of Life.